# Dazio
Dazio je komuna (obec) v provincii Sondrio v italském regionu Lombardie, která se nachází asi 80 kilometrů severovýchodně od Milána a asi 20 kilometrů západně od Sondria. K 1. lednu 2018 měla obec 442 obyvatel a rozlohu 3,7 kilometrů čtverečních.
Dazio sousedí s následujícími obcemi: Ardenno, Civo, Morbegno, Talamona.